# NGC 24
NGC 24 (ook wel PGC 701, ESO 472-16, MCG -4-1-18, UGCA 2, AM 0007-251 of IRAS00073-2514 is een spiraalvormig sterrenstelsel dat zich bevindt in het sterrenbeeld Beeldhouwer. NGC 24 ligt op ongeveer 22 miljoen lichtjaar afstand van de Aarde.
NGC 24 werd op 27 oktober 1785 ontdekt door de Duits-Britse astronoom Wilhelm Herschel.